# Lamont (Washington)
Pour les articles homonymes, voir Lamont.
Lamont est une ville située dans le comté de Whitman dans l'État de Washington, aux États-Unis. Elle comptait 70 habitants au recensement de 2010.

## Démographie
| Groupe            | Lamont | Washington | États-Unis |
| ----------------- | ------ | ---------- | ---------- |
| Blancs            | 90,0   | 77,3       | 72,4       |
| Métis             | 7,1    | 4,7        | 2,9        |
| Asiatiques        | 1,4    | 7,2        | 4,8        |
| Afro-Américains   | 1,4    | 3,6        | 12,6       |
| Autres            | 0,0    | 7,2        | 7,3        |
| Total             | 100    | 100        | 100        |
|                   |        |            |            |
| Latino-Américains | 1,4    | 11,2       | 16,7       |

Selon l'American Community Survey, pour la période 2011-2015, 97,40 % de la population âgée de plus de 5 ans déclare parler anglais à la maison, alors que 2,60 % déclare parler l'espagnol.